# Nieciennica guzowata
Nieciennica guzowata (Pachykytospora tuberculosa (Fr.) Kotl. & Pouzar) – gatunek grzybów należący do rodziny żagwiowatych (Polyporaceae).

## Systematyka i nazewnictwo
Pozycja w klasyfikacji według Index Fungorum: Pachykytospora, Polyporaceae, Polyporales, Incertae sedis, Agaricomycetes, Agaricomycotina, Basidiomycota, Fungi.
Po raz pierwszy opisał go w 1821 r. Elias Fries, nadając mu nazwę Polyporus tuberculosus. W 1963 r. František Kotlaba i Zdeněk Pouzar przenieśli go do rodzaju Pachykytospora. Ma 7 synonimów.
Polską nazwę podali D. Karasiński i inni w 2016 r.

## Morfologia
Owocniki
Jednoroczne lub wieloletnie, osiągające grubość do 1,5 cm i rozmiary 35 × 25 cm, rozpostarte, do podłoża silnie przyrośnięte. Powierzchnia guzowata,, szczególnie przy górnym brzegu (u okazów rosnących na stojących pniach), tworząca tarasowato utworzone kapelusiki o górnej powierzchni pokrytej bardzo płytkimi, siateczkowatymi rurkami. U młodych okazów ma barwę od białawej do bladocielistej z różowym odcieniem, u starszych jest kremowo-ochrowo-szara do bladobrązowej lub w kolorze jasnego drewna. Kontekst u młodych okazów mięsisty, potem korkowaty, w końcu twardy, bez wyraźnego zapachu i smaku. Hymenofor rurkowaty, rurki o długości do 5 mm, w starszych, wieloletnich okazach zarośnięte watowatą grzybnią, pory 1–3 na mm, przegrody międzyrurkowe równe. Subikulum o grubości do 1,5 mm, o barwie jasnego drewna.
Cechy mikroskopowe
System strzępkowy trymityczny. Strzępki generatywne o szerokości 2–4 µm, ze sprzążkami, bezbarwne, gładkie, w kontekście rzadkie. nieliczne i trudne do zaobserwowania. Strzępki szkieletowe o szerokości 2,5–5,5 µm, ale nie pełne, grubościenne, bezbarwne lub żółtawe, rzadko z krystalicz-
ną inkrustacją. Strzępki łącznikowe o szerokości 1,5–2,5 µm, rzadkie, pełne lub grubościenne z wąskim światłem, gładkie, bezbarwne, rzadko rozgałęziające się. Cystyd brak. Podstawki 24–32 × 9–12 µm, krótko maczugowate, ze sprzążką u podstawy, 4-sterygmowe. Bazydiospory (8–)9–13(–13,6) × (4,8–)5,4–6,8(–7,2) µm, elipsoidalno-cylindryczne, grubościenne, pokryte niskimi, wydłużonymi brodawkami, słabo cyjanofilne, w odczynniku Melzera nieamyloidalne i słabo dekstrynoidalne.

## Występowanie i siedlisko
Niciennica guzowata występuje w większości krajów europejskich, jej stanowiska podano także w Ameryce Północnej. W Polsce po raz pierwszy stanowiska tego gatunku podali D. Karasiński i inni w 2006 r. w Dolinie Radości w Lasach Oliwskich.
Grzyb poliporoidalny, w Polsce notowany na korze żywych dębów. Saprotrof i pasożyt powodujący białą zgniliznę drewna. W Europie występuje głównie na dębach, głównie na żywych drzewach wysoko nad ziemią, rzadko na leżących na ziemi martwych pniach. Podano także nieliczne stanowiska na głogu, jabłoni, buku i lipie.